# Calendar Lake
Der Calendar Lake ist ein unregelmäßig geformter, 200 m langer und 100 m breiter See an der Ingrid-Christensen-Küste des ostantarktischen Prinzessin-Elisabeth-Lands. Er liegt dort in den Vestfoldbergen.
Der See ist Fundort fossiler Muschelschalen, deren (kalendarisches) Alter mittels der Radiokarbonmethode ermittelt wurde. Das Antarctic Names Committee of Australia benannte den See in Anlehnung daran.